# 和平安全法制
和平安全法制，海外採日本媒體稱呼「安全保障有關法案」（安全保障関連法案），又簡稱「安保法案」，日本国内反对者称之为“战争法”（日语：戦争法），是2015年（平成27年）5月間經由第3次安倍内閣會議決定後，向日本國會所提出的《和平安全法制完善法案》（平和安全法制整備法案）以及《国際和平支援法案》（国際平和支援法案）的總稱。也稱為「和平安全法制有關二法案」（平和安全法制関連2法案）。

## 概要

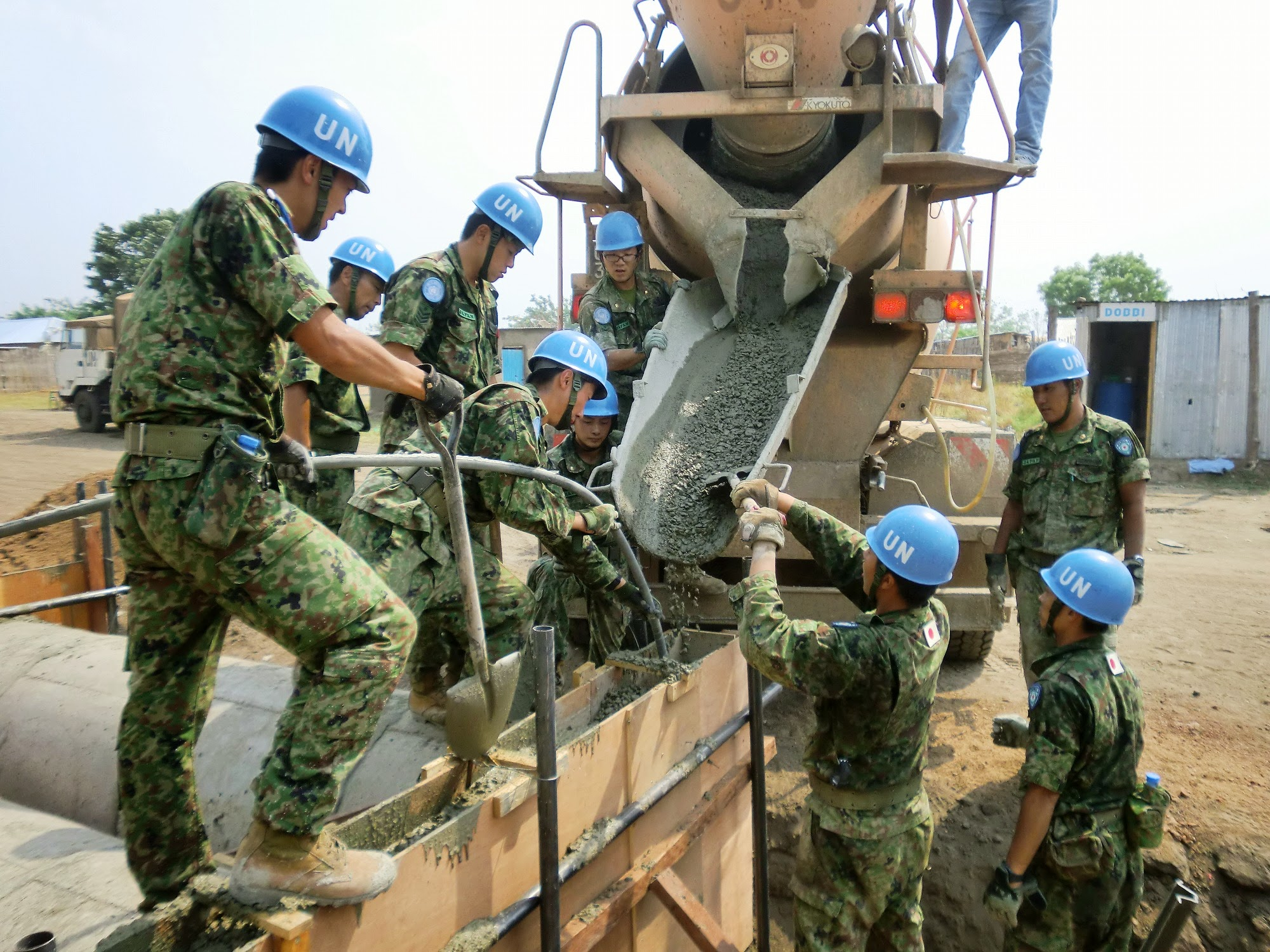
在現行憲法下，日本自衛隊不可在海外參與軍事作戰。圖中是作為聯合國維和部隊派遣至南蘇丹的日本自衛隊隊員。

2014年7月1日，第2次安倍内閣國家安全保障會議與內閣會議通過「关于为保全国家存立、守护国民，完善安全保障法制，实现无疏漏应对」（Development of Seamless Security Legislation to Ensure Japan's Survival and Protect its People）決議。
2015年5月14日，第3次安倍内閣在國家安全保障會議以及內閣會議上、通過了有關和平安全法制的「和平安全法制完善法案」及「國際和平支援法案」，翌日向眾議院和参議院提出。
2015年5月19日，眾議院設置了「有关我国及国际社会和平安全法制的特别委员会」（Special Committee on Legislation for the Peace and Security of Japan and the International Community），委員長為濱田靖一，將法案交由該特別委員會審議後，於同年7月15日進行表決，多數贊成通過送交院會審議。
2015年7月16日召開的眾議院院會中，包括自民党、公明党、次世代党在內等多數議員以起立表達贊成的方式通過了這項修正案，送交參議院審議。
2015年9月17日傍晚，參議院和平安全法制特別委員會以多數贊成通過了法案，並送交院會審議，审议时现场发生冲突。在野党則表示將在參議院提出對首相及有關閣員的譴責案，並在眾議院對內閣提出不信任案以進行徹底抗戰；同時國會外也持續進行抗議示威活動。
参议院院会审议法案时，生活党共同党首、参议员山本太郎施行了“牛步战术”（在表决时故意拖慢脚步，日本国会议员须走上主席台的投票箱投票），意图拖延时间，在被议长山崎正昭要求立刻登台投票之后还面向自民党党席、安倍晋三等作出了合掌的姿势。事后接受采访时，山本称这样做是为了将表决拖延到19日的连休假期。
在野黨提出的不信任案與譴責案阻攔表決，相繼被佔絕對多數的自民黨否決後，自民黨控制的參議院於2015年9月19日凌晨強行通過法案，人稱「安全保障有關法（安保法）」（A package of laws on national security）成立，同月30日公布。
2016年3月22日，內閣會議決定有關法律於該月29日施行。

## 關聯法案
《和平安全法制完善法案》（Bill for the Development of Legislation for Peace and Security）
全名《有助於確保我國及國際社會和平安全之自衛隊法等法律部分修正案》（Bill for the Partial Amendment of the Japan Self-Defense Forces Act and Other Matters, to Contribute to Ensuring the Peace and Security of Japan and the International Community），修正自衛隊法、周邊事態法、船舶檢査活動法、PKO協力法等，以擴大自衛隊的權限（如對在外國日本人等的保護措施、為保護美軍等部隊持有的武器而使用武力、擴大在平時對美軍提供物資的任務、及應對「重要影響事態」的發生），讓自衛隊得以應付「危及存立事態」（存立危機事態）。主要包裹修法（尚有其它10項法律修訂附則）如下：
| 修改前名稱                                                     | 日文名 | 修改後名稱                                                                     | 日文名   |
| -------------------------------------------------------------- | ------ | ------------------------------------------------------------------------------ | -------- |
| 自衛隊法                                                       |        | 名稱不變                                                                       | 名稱不變 |
| 聯合國維持和平活動等合作有關法律                               |        | 名稱不變                                                                       | 名稱不變 |
| 周邊事態之際確保我國和平及安全措施有關法律                     |        | 重要影響事態之際確保我國和平及安全措施有關法律                                 |          |
| 周邊事態之際實施船舶檢查活動有關法律                           |        | 重要影響事態之際實施船舶檢查活動有關法律                                       |          |
| 武力攻擊事態等之下確保我國和平與獨立及國家和國民安全有關法律   |        | 武力攻擊事態等及存立危機事態之下確保我國和平與獨立及國家和國民安全有關法律     |          |
| 武力攻擊事態等之下伴同美利堅合眾國軍隊行動我國實施措施有關法律 |        | 武力攻擊事態等及存立危機事態之下伴同美利堅合眾國等軍隊行動我國實施措施有關法律 |          |
| 武力攻擊事態等之下特定公共設施等利用有關法律                   |        | 名稱不變                                                                       | 名稱不變 |
| 武力攻擊事態之下外國軍用品等海上運輸管制有關法律               |        | 武力攻擊事態及存立危機事態之下外國軍用品等海上運輸管制有關法律                 |          |
| 武力攻擊事態之下俘虜等處理有關法律                             |        | 武力攻擊事態及存立危機事態之下俘虜等處理有關法律                               |          |
| 國家安全保障會議設置法                                         |        | 名稱不變                                                                       | 名稱不變 |

《国際和平支援法案》（International Peace Support Bill）
全名《國際和平共同對應事態之際我國對外國軍隊實施協力支援活動等有關法律案》（Bill on Cooperative Support Activities for Other Countries Conducted by Japan on the Occasion of Joint Activities to Deal with Matters Affecting International Peace, and Other Matters），則是制定當有所謂的「國際和平共同對應事態」發生時，日本應如何進行協力支援等活動的有關制度之法律案。

## 國會議決

### 眾議院
眾議院院會於7月16日採起立贊成、多數通過。執政聯盟自由民主黨與公明黨及在野之次世代黨等三黨共323人均支持法案（不含自民黨籍議長與缺席之2名自民黨議員）。2位無黨派議員投反對票。五個在野黨約137人退場。

### 參議院
| 政党或团体           | 政党或团体           | 投票数 |
| -------------------- | -------------------- | ------ |
|                      | 自由民主党           | 113    |
|                      | 公明党               | 20     |
|                      | 日本精神会、无所属会 | 6      |
|                      | 次世代党             | 5      |
|                      | 新党改革、无党籍     | 2      |
|                      | 独立                 | 2      |
|                      | 贊成安保法案票数     | 148    |
|                      | 民主党、新绿风会     | 58     |
|                      | 维新党               | 11     |
|                      | 日本共产党           | 10     |
|                      | 社会民主党、護憲聯合 | 3      |
|                      | 生活党               | 3      |
|                      | 独立                 | 2      |
|                      | 無黨籍               | 2      |
|                      | 日本精神会、无所属会 | 1      |
|                      | 反對安保法案票数     | 90     |
|                      | 無黨籍               | 2      |
|                      | 日本共产党           | 1      |
|                      | 独立                 | 1      |
|                      | 弃权                 | 4      |
|                      | 总计                 | 242    |
| 内容来源：参议院官网 |                      |        |

## 輿情

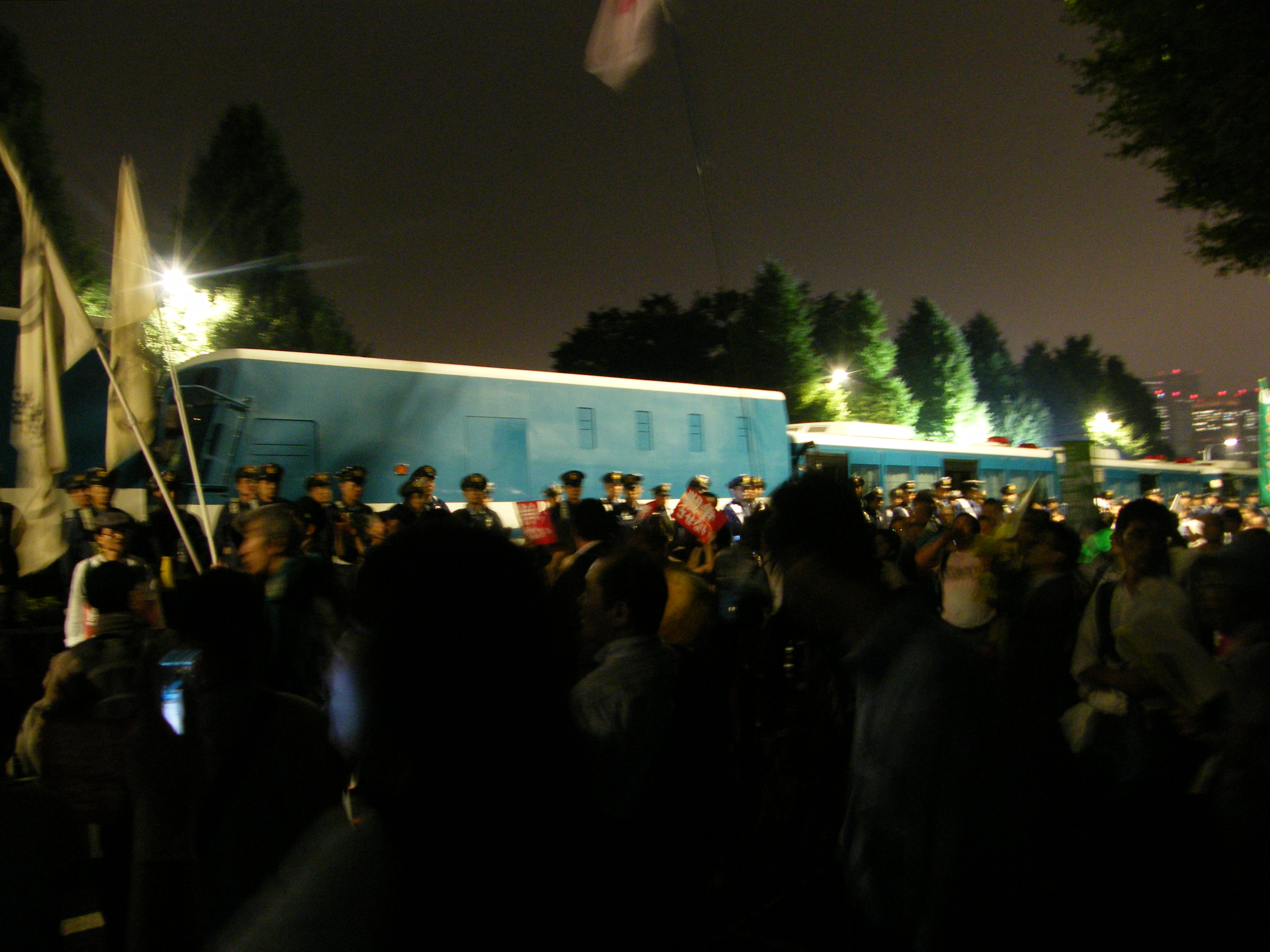
2015年9月18日，群眾在日本國會外聚集抗議。

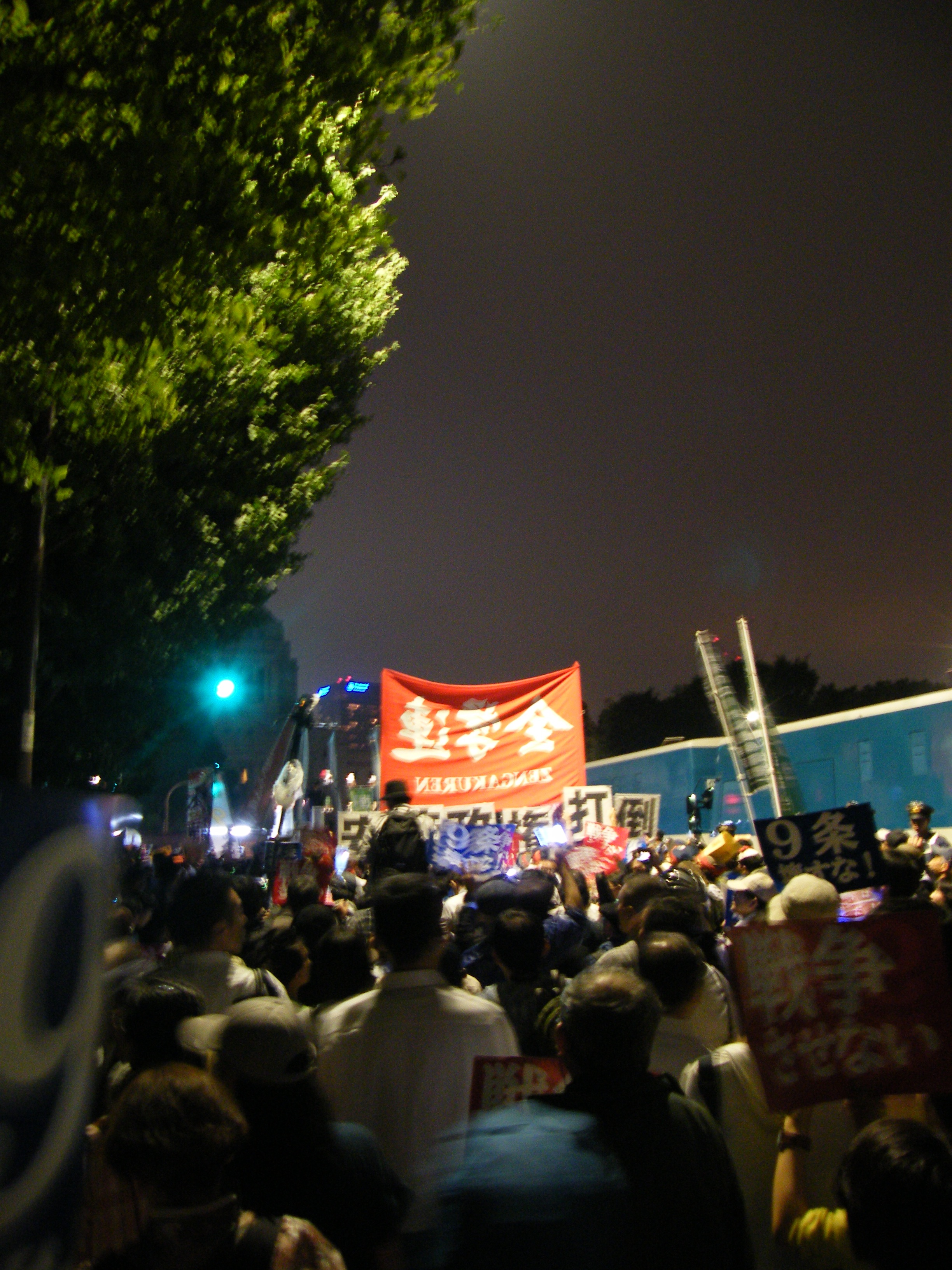
2015年9月18日，全學聯等團體亦於日本國會外抗議。

由於安倍政權對憲法擴充解釋、導入集體自衛權，在野黨痛批此為「戰爭法案」（戦争法案），部分民眾從2015年7月14日起開始進行大規模抗議；各大媒體雖有支持與反對不同立場，除了右翼的《产经新闻》外，所做的民調结果幾乎全部显示受调查民众大多反對安保法案：
- 共同社：贊成27.8%，反對58.7%
- 每日新聞：贊成29%，反對58%
- 朝日新聞：贊成26%，反對56%
- 讀賣新聞：贊成36%，反對50%
- 產經新聞、FNN：贊成49%，反對43.8%
- NHK：贊成32%，反對61%

另外，眾議院通過法案當週NHK民調顯示，有56%民眾認為安保法案未經過充分討論。而参议院通过法案之后，共同社的民调显示，認為本屆國會審議不充分的受訪者達79.0%。
2015年8月30日，反對安保法案的日本民眾在全國超過300個場所舉辦遊行示威活動，其中在國會議事堂前的遊行民眾超過了12萬人，規模之大為近年僅見。當中有自由民主主義學生緊急行動幫忙組織。
在参议院审议安保法案时，有逾1萬名民眾聚集（主辦單位聲稱4萬人）在國會周邊抗議安保法案；而在法案通过后，仍有民众在国会议事堂前抗议。各媒体的报道规模并不小。

### 日本個別人士
贊成
浅野善治（憲法學者）
百地章（憲法學者）
西修（憲法學者）
長尾一紘（憲法學者）
村田晃嗣（政治學家）
三浦瑠麗（政治學家）
田中秀臣（經濟學家）
八幡和郎（經濟學家）
岡本行夫（顾问）
櫻林美佐（記者）
反對
長谷部恭男（憲法學者）
樋口陽一（憲法學者）
小林節（憲法學者）
佐藤幸治（憲法學者）
石川健治（憲法學者）
木村草太（憲法學者）
山口二郎（政治學家）
小澤隆一（憲法學者）
小松浩（憲法學者）
稻正樹（憲法學者）
内田樹（哲学家）
上野千鶴子（社會學家）
佐藤学（教育學家）
江川紹子（記者）
小林善紀（漫畫家）
津田大介（記者）
茂木健一郎（腦科學家）
高山佳奈子（刑法學家）
益川敏英（物理學家）
池内了（天文学）
古賀茂明（前通商產業省官員）
山口繁（前最高裁判所長官）
大森政輔（前內閣法制局長官）
秋山收（前內閣法制局長官）
阪田雅裕（前內閣法制局長官）
宮崎礼壹（前內閣法制局長官）
截至2015年9月16日，簽署了反對安保法案連署的人數合共超過四萬四千人，當中包括近一萬四千名學者。

### 日本都道府縣議會
贊成
 秋田縣議會
 長崎縣議會
 山口縣議會
反對
 岩手縣議會
 長野縣議會
 三重縣議會
 鳥取縣議會

### 國際社會
支持
 美国
 加拿大
 东南亚国家联盟
 菲律賓
 新加坡
 越南
 马来西亚
 泰國
 印度尼西亞
 印度
 緬甸
 柬埔寨
 
 
 新西兰
 欧盟
 英国
 德国
 法國
 義大利
 
 中華民國
 等44国家或地区
持保留及觀望态度
 大韓民國
 俄羅斯
反對
 中华人民共和国
 